# Лейла Ербил
Лейла Ербил (на турски: Leylâ Erbil (12 януари 1931, Истанбул – 19 юли 2013, Истанбул) е една от големите съвременни турски писателки, авторка на 6 романа, три сборника с разкази и една книга с есета. Тя е първата турска писателка, номинирана за Нобелова награда за литература (2002 година). Ербил е съоснователка на Съюза на артистите в Турция и Синдиката на писателите в Турция.

## Биография
Лейла Ербил е родена в Истанбул в семейството на Емине Хюрие Ханъм и Хасан Тахсин. Учи в университета в Истанбул английски език и литература. Омъжва се през 1951 година за Айтек Саи още докато е студентка първи курс, поради което се налага да напусне следването си. Последва развод и Ербил се завръща в университета. Запознава се с втория си съпруг Мехмет Ербил докато работи като секретарка и преводач в Скандинавските авиолинии през 1953 година, което ѝ попречва да завърши университета. Двойката се мести в Измир, където през 1960 година Лейла Ербил ражда дъщеря си Фатош Ербил-Пинар. По-късно се завръща да живее в Истанбул.
Започва да пише разкази докато работи като секретар и преводач. Първите ѝ стихове са публикувани през 1945 година. Нейни разкази са публикувани в списания редовно след 1950 година. Сюжетът на разказите ѝ е ориентиран обикновено около сблъсъка на индивида с обществото. Тя нарушава правила и традиции в турската литература и синтаксиса на турския език, търси нов начин за изразяване, експериментира, визуализира по модерен начин обществото.
Първият ѝ роман Garip bir Kadın („Непознатата жена“) е публикуван през 1971 година и става широко популярен. Романът е написан и публикуван във време, когато феминизмът още не е популярен в Турция. Непознатата жена се счита за първия литературен опит на тема феминизъм в Турция.
Творбите ѝ са преведени на английски, френски и немски език.